# إدوارد جونستون
إدوارد جونستون (بالإنجليزية: Edward Johnston)‏ هو عسكري أمريكي، ولد في 8 فبراير 1844 في بن يان في الولايات المتحدة، وتوفي في 20 يناير 1920.